# Nationaler Sicherheitsrat (Österreich)
Der Nationale Sicherheitsrat ist ein beratendes Gremium der österreichischen Bundesregierung in Fragen der Außen-, Sicherheits- und Verteidigungspolitik. Der organisatorisch beim Bundeskanzleramt angesiedelte Rat setzt sich aus stimmberechtigten Mitgliedern der Politik und beratenden Mitgliedern der Beamtenschaft zusammen. Geschaffen wurde der Nationale Sicherheitsrat vor dem Hintergrund der Terroranschläge am 11. September 2001 mit einem einstimmigen Nationalratsbeschluss, woraufhin der Rat am 16. November 2001 seine Tätigkeit aufnahm. 

## Zuständigkeit
Grundsätzlich übernahm der Nationale Sicherheitsrat auf Grundlage des Bundesgesetzes über die Errichtung eines Nationalen Sicherheitsrates jene Aufgaben, die zuvor dem Landesverteidigungsrat, dem Rat für Fragen der österreichischen Integrationspolitik und dem Rat für Auswärtige Angelegenheiten zugekommen sind. Insbesondere betrifft das alle Fragen der österreichischen Sicherheitspolitik sowohl im Inneren als auch nach außen. 
Konkret muss der Nationale Sicherheitsrat beispielsweise einberufen werden im Fall der Heranziehung von Wehrpflichtigen zum Einsatzpräsenzdienst, zum Aufschubpräsenzdienst oder zu außerordentlichen Übungen. Auch in der Debatte um die Abschaffung der Wehrpflicht ist der Nationale Sicherheitsrat einzuberufen.

## Zusammensetzung
Vorsitzender des Nationalen Sicherheitsrates ist der aktuell amtierende Bundeskanzler der Republik Österreich. Weitere stimmberechtigte Mitglieder sind der Vizekanzler, der Außenminister, der Verteidigungsminister, der Innenminister, der Justizminister sowie jeweils zwei Vertreter jeder im Nationalrat vertretenen Partei und zusätzlich weitere acht Parteienvertreter, deren Zusammensetzung nach den jeweiligen Mehrheitsverhältnissen im Hauptausschuss bestimmt wird.
Ständige beratende Mitglieder des Rates sind ein Beamter der Präsidentschaftskanzlei, ein Vertreter des Vorsitzenden der Landeshauptleutekonferenz, der Generalsekretär für auswärtige Angelegenheiten, der Chef des Generalstabs, der Generaldirektor für die öffentliche Sicherheit sowie jeweils ein weiterer vom Bundeskanzler, vom Vizekanzler, vom Außenminister und vom Verteidigungsminister zu bestimmender Ressortangehöriger.
Die Vertreter der politischen Parteien müssen Nationalratsabgeordnete sein, wobei ein Vertreter pro Partei wahlweise auch dem Bundesrat entstammen kann.